# Schienenverkehr in der Westsahara
Der Schienenverkehr in der Westsahara besteht einzig aus einem etwa 5 Kilometer langen Abschnitt der im Übrigen auf mauretanischem Staatsgebiet verlaufenden Bahnstrecke Nouadhibou–M’Haoudat.
Ursprünglich verlief die Strecke nördlich von Choum durch topografisch problematisches Gelände, das unter anderem einen Tunnel erforderlich machte. Die Seite des Berges, die zur Westsahara gehört, fällt steil ab und das anschließende Gelände ist eben. Deshalb wurde in diesem Abschnitt der ursprüngliche Streckenverlauf aufgegeben und die Bahn 1978 (nach anderen Angaben erfolgte die Neutrassierung zwischen 1995 und 2005) neu trassiert. Dafür musste die Strecke etwa fünf Kilometer über das Territorium der Westsahara geführt werden, während die ursprüngliche Streckenführung vollständig auf mauretanischem Staatsgebiet verlief.